# Astragalus alopecias
Astragalus alopecias es una  especie de planta herbácea perteneciente a la familia de las leguminosas. Se encuentra en Asia.

## Descripción
Es una planta herbácea perennifolia que alcanza un tamaño de 40-90 cm de altura. Tallo de hasta 7 mm de espesor, muy densamente cubierto de pelos suaves. Las hojas de 10-23 cm; con estípulas de 6-12 mm, peludas, pecíolo de 2-3 cm, como raquis densamente peludos; los foliolos en 20-25 pares, ovados a elípticos de 10-16, 70-10 × mm, ápice redondeado a subagudo. Las inflorescencias en forma de racimos subsésiles, cilíndricos, de 9-13 cm, brácteas 6-9 mm, peludas. Los pétalos amarillos, glabros.

## Distribución
Se encuentran en Xinjiang, Afganistán, Kazajistán, Kirguistán, Tayikistán, Turkmenistán, Uzbekistán e Irán.

## Taxonomía
Astragalus alopecias fue descrita por Peter Simon Pallas y publicado en Species Astragalorum 12, pl. 9, en el año 1800.
Etimología
Astragalus: nombre genérico derivado del griego clásico άστράγαλος y luego del Latín astrăgălus aplicado ya en la antigüedad, entre otras cosas, a algunas plantas de la familia Fabaceae, debido a la forma cúbica de sus semillas parecidas a un hueso del pie.
alopecias: epíteto latino que significa "sin pelos".		
Sinonimia
- Astragalus leucospermus Bunge[5]